# Луций Юлий Вестин (префект Египта)
Луций Юлий Вестин (лат. Lucius Julius Vestinus; (I в. н.э.) —  государственный и политический деятель Древнего Рима, префект Египта (60—62 гг. н.э.).

## Биография
Выходец из сословия всадников. Вестин, как считается, происходил из города Вены (современный Вьен) в Лугдунской Галлии. Он был близким другом императора Клавдия, который в одной из своих речей, произнесённых в 48 году нашей эры в Сенате (запись речи частично сохранилась в Клавдиевой таблице) публично хвалил его, называя по имени: «Из этой колонии происходит Луций Вестин — одна из нескольких жемчужин сословия всадников, которого я очень уважаю, и которого я привлекаю сегодня к ведению моих важнейших дел.». 
С 60 по 62 годы Вестин был префектом римского Египта. Позднее, император Веспасиан, согласно Тациту, поручил ему курировать восстановительные работы в храме Юпитера Оптимуса Максимуса на Капитолийском холме, пострадавшего во время беспорядков в Год четырёх императоров.
Считается, что Луций Вестин был отцом сенатора Марка Юлия Вестина Аттика и предком Луция Юлия Вестина  — секретаря императора Адриана. Тем не менее, необходимо иметь в виду, что биография Вестина реконструируется по крайне неполным фрагментам. Так, его когномен с тем же успехом мог отсылать и к италийскому племени Вестинов.